# IEEE 1076
IEEE 1076은 VHSIC 하드웨어 기술 언어 또는 VHDL을 정의한다. 이 표준은 원래 미국 공군의 계약서 'F33615-83-C-1003'하에 언어 전문가 집단이자 프라임 컨트랙터인 인터메트릭 사의 팀과, 칩 설계 전문가 집단인 텍사스 인스트루먼트, 컴퓨터 시스템 설계 전문가 집단인 IBM이 1983년 개발하였다.

## 관련 표준
- IEEE 1076.1 VHDL Analog and Mixed-Signal
- IEEE 1076.1.1 VHDL-AMS Standard Packages (stdpkgs)
- IEEE 1076.2 VHDL Math Package (math)
- IEEE 1076.3 VHDL Synthesis Package (vhdlsynth)
- IEEE 1076.3 VHDL Synthesis Package - Floating Point (fphdl)
- IEEE 1076.4 Timing (VHDL Initiative Towards ASIC Libraries: vital)
- IEEE 1076.6 VHDL Synthesis Interoperability
- IEEE 1164 VHDL Multivalue Logic (std_logic_1164) Packages